# Хуторний Юрій Миколайович
Ю́рій Микола́йович Хуторни́й (8 жовтня 1981, с. Ярославка Чернігівська область — 5 вересня 2014, м. Харків) — старший солдат Збройних сил України, учасник російсько-української війни.

## Життєпис
Народився 1981 року в селі Ярославка (Бобровицький район, Чернігівська область). Закінчив Ярославську ЗОШ, Київське ПТУ № 26 за спеціальністю газоелектрозварник, працював у Києві. Строкову службу проходив на тральщику «Чернігів» — базувався в Севастополі.
У часі війни — старший стрілець 1-ї окремої гвардійської танкової бригади.
У ніч проти 4 вересня, поблизу села Дмитрівка Новоайдарського району Луганської області, близько 2-ї години дістав осколкове поранення під час обстрілу з РСЗВ «Смерч», снаряд влучив у танк. За словами очевидців, обстрілювали з території РФ.
Був доставлений до шпиталю в Харків, від поранень помер 5 вересня 2014-го. Внаслідок того обстрілу загинули старший сержант Олександр Шик, старший солдат Сергій Безгубченко та солдат Володимир Ющенко, старший лейтенант 12-го батальйону «Київ» Олексій Ощепков.
Похований у селі Ярославка 9 червня 2014 року.
Без Юрія лишились батьки і дві сестри.

## Нагороди та вшанування

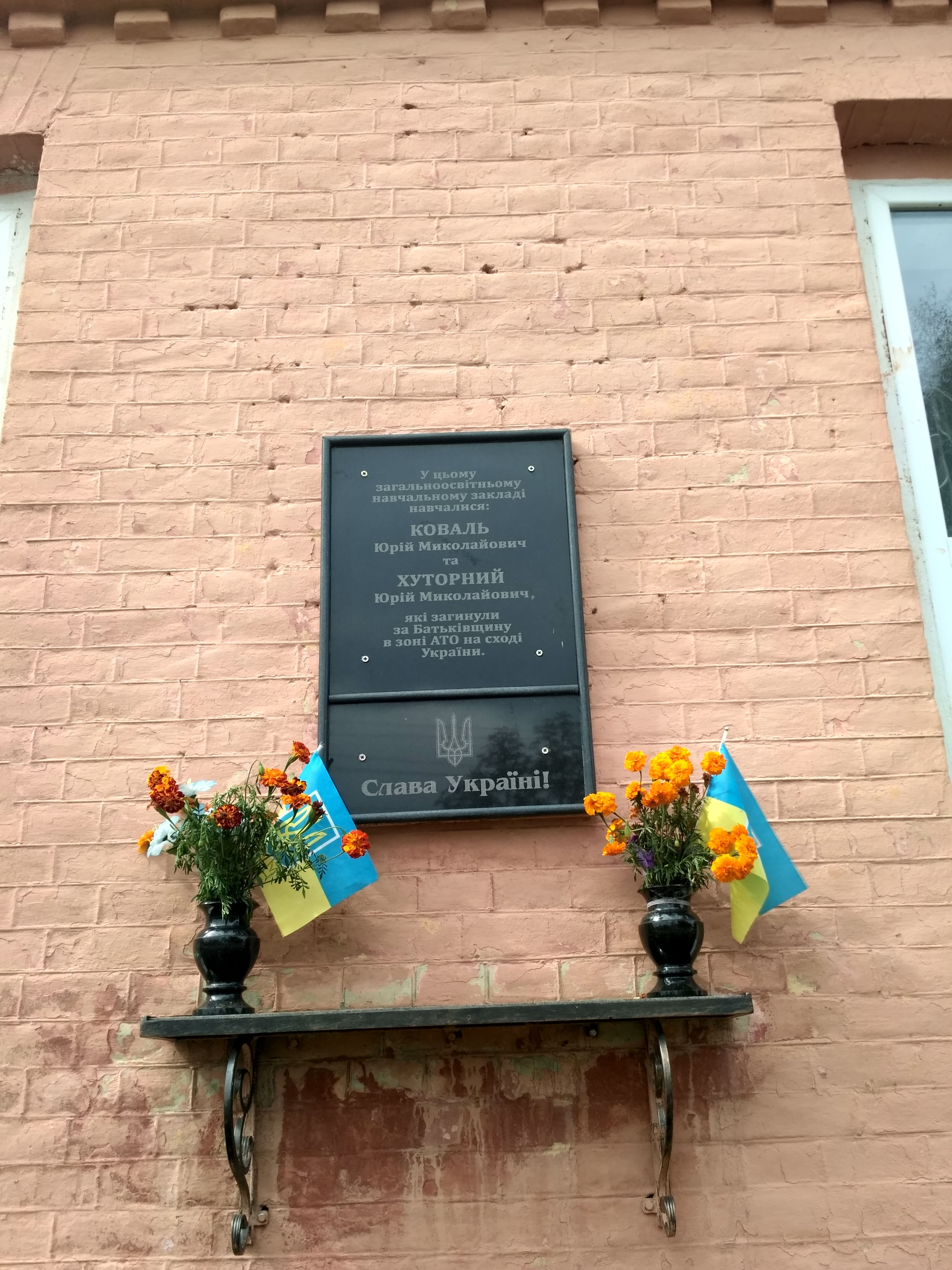
Меморіальна дошка на стіні школи у с. Ярославка

За особисту мужність і героїзм, виявлені у захисті державного суверенітету та територіальної цілісності України, вірність військовій присязі під час російсько-української війни, відзначений — нагороджений
- 15 травня 2015 року — орденом «За мужність» III ступеня (посмертно)[2]
- При церкві села Ярославка встановлено пам'ятний знак Юрію Хуторному та Юрію Ковалю[3].
- На будівлі сільської школи в Ярославці відкрито меморіальну дошку Юрія Хуторного та Юрія Коваля[4].
- Його портрет розміщений на меморіалі «Стіна пам'яті полеглих за Україну» в Києві: секція 4, ряд 2, місце 20
- Вшановується в меморіальному комплексі «Зала пам'яті», в щоденному ранковому церемоніалі 5 вересня[5]